# Cincuentenario (estación)
La estación Cincuentenario forma parte de la Línea 2 del Metro de Panamá, que cubre entre las estaciones de San Miguelito y Nuevo Tocumen. Fue inaugurada el mismo día de la inauguración de la Línea 2, el 25 de abril de 2019. La estación está elevada sobre la Avenida Domingo Díaz y se ubica entre las estaciones de Paraíso y Villa Lucre.